# Anatoli Onoprienko
Anatoly Onoprienko (en ucraniano: Анатолій Онопрієнко; Zhytomyr, 25 de julio de 1959 – ibídem, 27 de agosto de 2013) fue un estudiante de guarda forestal y asesino en serie ucraniano. Fue conocido como Bestia de Ucrania, Terminator y Ciudadano O. Después de que la policía lo arrestara el 16 de abril de 1996, Onoprienko confesó haber matado a 52 personas.

## Crímenes
Onoprienko tenía una estatura media, aspecto de deportista, racional, educado, elocuente, dotado de una excelente memoria y desprovisto de piedad. Soltero, padre de un niño, reconoció haber tenido una infancia muy difícil: su madre había muerto cuando él tenía 4 años, y su padre y su hermano mayor lo habían abandonado en un orfanato. De adulto, para ganarse la vida, se había embarcado como marino y había sido bombero en la ciudad de Dneprorudnoye. Luego había emigrado al extranjero para trabajar de obrero durante ese tiempo, pero confesó que su fuente primaria de ingreso era criminal: los robos y asaltos.
Los hechos delicitivos de Onoprienko empezaron a finales de los años 1980. En 1989, él junto con su socio Serhiy Rogozin robaron y mataron a nueve personas. Con la policía en su búsqueda, Onoprienko optó por abandonar el país ilegalmente para recorrer Austria, Francia, Grecia y Alemania, en donde estuvo seis meses arrestado por robo y luego fue expulsado.
En 1995, retornó a Ucrania donde volvió a matar y a establecer una oleada de crímenes y de terror en la región de Zhytomyr. Entre el octubre de 1995 y marzo de 1996, mató a 43 personas más. La Nochebuena de 1995 se produjo el ataque a la aislada vivienda de la familia Zaichenko. El padre, la madre y dos niños muertos y la casa incendiada para no dejar huellas. Seis días después, la escena se repetía con otra familia de cuatro miembros. Hasta ocho familias fueron agredidas y asesinadas por Onoprienko durante aquellos seis meses en las regiones de Odesa, Leópolis y Dniepropetrovsk.
Y es que éste solía ser el modus operandi del asesino. Entraba a una casa poco antes del amanecer, reunía a los habitantes y mataba a los hombres con un arma de fuego y a las mujeres y a los niños con un cuchillo, un hacha o un martillo. Después, prendía fuego a la casa y si alguien tenía la mala suerte de cruzarse en su camino, también terminaba muerto. Incluso mató en su cuna a un bebé de tres meses, asfixiándolo con una almohada.
Anatoli Onoprienko siguió los pasos de "El Carnicero de Rostov" Andrei Chikatilo. Ambos mataron al mismo número de víctimas, pero son muy diferentes. Chikatilo, ejecutado en 1994, era un maniaco sexual. Sólo mataba mujeres y niños, cuyos cuerpos violaba y mutilaba. A veces se comía las vísceras. Nada de esto aparece en el expediente de Onoprienko, un ladrón que mataba para robar, con inusitada brutalidad y ligereza, pero sin las escenas del maniaco sexual. Onoprienko supera a Chikatilo por el corto periodo en que realizó su matanza: seis meses frente a doce años.
Estas matanzas incitaron a la segunda investigación delictiva más grande y complicada en la historia ucraniana después de la iniciada para la detención de Andrei Chikatilo. El gobierno ucraniano envió una buena parte de la Guardia Nacional con la misión de velar por la seguridad de los ciudadanos y movilizó a más de 2000 investigadores de las policías federal y local.
Los policías empezaron a buscar a un personaje itinerante y elaboraron una lista en la que figuraba un hombre que viajaba frecuentemente por el sudoeste de Ucrania para visitar a su novia. El perfil del asesino correspondía a un personaje itinerante por 
la zona sur del país. 
En marzo de 1996, El Servicio de Seguridad de Ucrania (SBU) detuvieron al joven de 26 años Yury Mozola como sospechoso de los asesinatos. Durante seis días, los miembros de seguridad torturaron al detenido mediante fuego y cargas eléctricas. Mozola se negó a confesar los hechos y murió en medio de la tortura. Siete responsables de la muerte fueron encarcelados por ello.

## Apresamiento del asesino
Al fin, todas las sospechas fueron cayendo hacia Onoprienko. Las pruebas definitivas las hallaron en el apartamento de su novia y su hermano, encontraron una pistola robada y 122 objetos pertenecientes a las víctimas. Cuando la policía le pidió los documentos en la puerta de su casa, Onoprienko no les quiso facilitar la tarea, e hizo un esfuerzo vano por conseguir un arma y defenderse. 
Cuando fue apresado, confesó inmediatamente ocho crímenes perpetrados entre 1989 y 1995. Aunque negó el resto de asesinatos, muy pronto admitió que su lista ascendía a 52 en seis años de cacería. Pero no se arrepentía de ninguno de sus actos. En un momento determinado de la investigación, el acusado afirmó que oía una serie de voces en su cabeza de unos "dioses extraterrestres" que lo habían escogido por considerarlo "de nivel superior" y le habían ordenado llevar a cabo los crímenes. También aseguró que poseía poderes hipnóticos y que podía comunicarse con los animales a través de la telepatía, además de poder detener el corazón con la mente a través de unos ejercicios de yoga.

## Juicio a Onoprienko
El 23 de noviembre de 1998, se iniciaba en Zhytomyr el juicio. En la sala se contraponía los gritos de un público enloquecido que reclamaba la cabeza del acusado con la calma de Onoprienko. El asesino seguía sin arrepentirse de ninguno de sus crímenes. 
El juicio fue uno de los más complejos y costosos de la historia de la justicia ucraniana. Más de 400 testigos y centenares de especialistas pasaron por el estrado. El peritaje médico lo ha calificado como perfectamente cuerdo que puede y debe asumir las consecuencias de sus actos. El mismo se definía como un "ladrón" que mataba para robar. La acusación pidió pena de muerte para Onoprienko. Incluso, el presidente ucraniano, Leonid Kuchma, dio explicaciones al Consejo de Europa para violar en este caso la moratoria de ejecución de la pena de muerte que su país mantiene desde marzo de 1997. Finalmente, se le declaró culpable; sin embargo, la pena de muerte le fue conmutada por cadena perpetua, hasta el 18 de septiembre de 2011, cuando fue liberado bajo fianza.

## Fallecimiento
Falleció en la cárcel de Zhytomyr el 27 de agosto de 2013, a los 54 años, a consecuencia de un ataque al corazón.